# Опсервационо учење
Опсервационо учење (енгл. cognitive apprenticeship) теорија је заснована на конструктивистичком приступу учењу. Овај модел подржан је Бандурином теоријом модела по којој, да би модел био успешан, ученик мора бити пажљив, имати приступ и задржати информације, мора бити мотивисан, поседовати жељу да научи и мора бити у стању да тачно репродукује жељене вештине.
Когнитивни процеси представљају интерпретацију стимуланса, односно бира се окружење које ће се обликовати.
Учење по моделу се састоји из:
- моделовања (посматра се модел),
- имитације (опонаша се модел),
- учења посматрањем (узимају се у обзир последице посматрања модела), и
- симболчког учења (модел описује понашање).

Бандура са сарадницима је 1961. године извео експеримент са Бобо лутком, којим је ово и доказао.